# Superserien 2001
Superserien 2001 var Sveriges högsta division i amerikansk fotboll för herrar säsongen 2001. Serien spelades 28 april–29 juli 2001 och vanns av Stockholm Mean Machines. Uppsala 86ers var kvalificerade men drog sig ur. Serien spelades i form av två konferenser men med gemensam tabell. Lagen möttes i dubbelmöten i den egna konferensen och i enkelmöten mellan konferenserna. Vinst gav 2 poäng, oavgjort 1 poäng och förlust 0 poäng.
Efter att serien var avslutad spelades två omgångar placeringsmatcher. De fyra bästa lagen efter placeringsmatcherna gick vidare till slutspel. SM-slutspelet spelades 25 augusti–2 september och vanns av Tyresö Royal Crowns.
Det sämst placerade laget efter placeringsmatcherna flyttades ner till division 1.

## Konferensindelning
| Norra konferensen - Jamtland Republicans - Norrköping Panthers - Örebro Black Knights | Södra konferensen - Arlanda Jets - Carlstad Crusaders - Stockholm Mean Machines - Tyresö Royal Crowns |

## Tabell
| Nr | Lag                               | S | V | O | F | GP  | IP  | PS   | P  |
| -- | --------------------------------- | - | - | - | - | --- | --- | ---- | -- |
| 1  | Stockholm Mean Machines (RL) (RM) | 9 | 7 | 0 | 2 | 337 | 207 | +130 | 14 |
| 2  | Tyresö Royal Crowns               | 9 | 6 | 0 | 3 | 275 | 143 | +132 | 12 |
| 3  | Arlanda Jets                      | 9 | 6 | 0 | 3 | 343 | 221 | +122 | 12 |
| 4  | Norrköping Panthers (U)           | 8 | 4 | 0 | 4 | 172 | 198 | −26  | 8  |
| 5  | Carlstad Crusaders                | 9 | 4 | 0 | 5 | 268 | 299 | −31  | 8  |
| 6  | Örebro Black Knights              | 8 | 3 | 0 | 5 | 186 | 240 | −54  | 6  |
| 7  | Jamtland Republicans (U)          | 8 | 0 | 0 | 8 | 49  | 322 | −273 | 0  |

Färgkoder:
| (RL) | – Regerande ligamästare (seriesegrare) |
| (RM) | – Regerande svenska mästare            |
| (U)  | – Uppflyttad från division 1           |

## Matchresultat
| Hemma \ Borta           | AJ    | CC    | JR    | NP    | SMM   | TRC   | ÖBK   |
| Arlanda Jets            | —     | 28–29 | 28–0  | 49–20 | 21–32 | 7–25  | —     |
| Carlstad Crusaders      | 39–66 | —     | 42–20 | —     | 12–38 | 0–32  | 55–0  |
| Jamtland Republicans    | —     | —     | —     | 0–13  | 8–52  | 7–35  | 0–56  |
| Norrköping Panthers     | —     | 35–30 | 41–0  | —     | 23–42 | —     | 0–1   |
| Stockholm Mean Machines | 33–36 | 52–30 | —     | —     | —     | 36–39 | 36–24 |
| Tyresö Royal Crowns     | 26–35 | 28–31 | —     | 46–8  | 14–16 | —     | —     |
| Örebro Black Knights    | 17–73 | —     | 55–14 | 30–32 | —     | 3–30  | —     |

## Placeringsmatcher

### Första omgången
|  | 4 augusti 2001 | Stockholm Mean Machines | 30 – 13  | Tyresö Royal Crowns | Zinkensdamm |  |
|  |                |                         | (16 – 7) |                     |             |  |
|  |                |                         |          |                     |             |  |
|  |                |                         |          |                     |             |  |

|  | 4 augusti 2001 | Arlanda Jets | 39 – 19 | Norrköping Panthers | Pinbacken |  |
|  |                |              |         |                     |           |  |
|  |                |              |         |                     |           |  |
|  |                |              |         |                     |           |  |

|  | 4 augusti 2001 | Carlstad Crusaders | 45 – 31 | Örebro Black Knights | Tingvalla IP |  |
|  |                |                    |         |                      |              |  |
|  |                |                    |         |                      |              |  |
|  |                |                    |         |                      |              |  |

### Andra omgången
|  | 11 augusti 2001 | Tyresö Royal Crowns | 14 – 26              | Arlanda Jets | Bollmoravallen            |                           |
|  |                 |                     | (0 – 6) Matchrapport |              | Domare: Team Kåre Jansson | Domare: Team Kåre Jansson |
|  |                 |                     |                      |              | Domare: Team Kåre Jansson | Domare: Team Kåre Jansson |
|  |                 |                     |                      |              | Domare: Team Kåre Jansson | Domare: Team Kåre Jansson |

|  | 11 augusti 2001 | Norrköping Panthers | 26 – 38 | Carlstad Crusaders | Borgsmo IP |  |
|  |                 |                     |         |                    |            |  |
|  |                 |                     |         |                    |            |  |
|  |                 |                     |         |                    |            |  |

|  | 11 augusti 2001 | Örebro Black Knights | 51 – 6 | Jamtland Republicans | Örnsro IP |  |
|  |                 |                      |        |                      |           |  |
|  |                 |                      |        |                      |           |  |
|  |                 |                      |        |                      |           |  |

## Placeringstabell
| Nr | Lag                               |
| -- | --------------------------------- |
| 1  | Stockholm Mean Machines (RL) (RM) |
| 2  | Arlanda Jets                      |
| 3  | Tyresö Royal Crowns               |
| 4  | Carlstad Crusaders                |
| 5  | Norrköping Panthers (U)           |
| 6  | Örebro Black Knights*             |
| 7  | Jamtland Republicans (U)          |

Färgkoder:
|      | – Kvalificerad för mästerskapsslutspel      |
|      | – Nedflyttad till division 1                |
| (RL) | – Regerande ligamästare (seriesegrare)      |
| (RM) | – Regerande svenska mästare                 |
| (U)  | – Uppflyttad från division 1                |
| *    | – Nedflyttad efter säsongen på egen begäran |

## Slutspel

### Semifinaler
|  | 25 augusti 2001 | Stockholm Mean Machines | 40 – 20               | Carlstad Crusaders | Zinkensdamm               |                           |
|  |                 |                         | (22 – 3) Matchrapport |                    | Domare: Team Kåre Jansson | Domare: Team Kåre Jansson |
|  |                 |                         |                       |                    | Domare: Team Kåre Jansson | Domare: Team Kåre Jansson |
|  |                 |                         |                       |                    | Domare: Team Kåre Jansson | Domare: Team Kåre Jansson |

|  | 25 augusti 2001 | Arlanda Jets | 41 – 42                | Tyresö Royal Crowns | Pinbacken                |                          |
|  |                 |              | (21 – 18) Matchrapport |                     | Domare: Team Fereed Adus | Domare: Team Fereed Adus |
|  |                 |              |                        |                     | Domare: Team Fereed Adus | Domare: Team Fereed Adus |
|  |                 |              |                        |                     | Domare: Team Fereed Adus | Domare: Team Fereed Adus |

### SM-final
|  | 2 september 2001 | Stockholm Mean Machines | 25 – 30               | Tyresö Royal Crowns | Zinkensdamms IP   |                   |
|  |                  |                         | (25 – 0) Matchrapport |                     | Domare: Team Adus | Domare: Team Adus |
|  |                  |                         |                       |                     | Domare: Team Adus | Domare: Team Adus |
|  |                  |                         |                       |                     | Domare: Team Adus | Domare: Team Adus |